# 流感病毒核蛋白
流感病毒核蛋白（Influenza virus nucleoprotein (NP)）是包被流感病毒反義RNA的蛋白質。流感病毒核蛋白是決定流感病毒種間差異的主要因素之一。目前關於流感病毒核蛋白的研究有兩個主要問題：流感病毒核蛋白基因通過重配能在多大程度上跨越種間屏障、通過突變（能作出多大程度上的改變）以適應新的宿主。

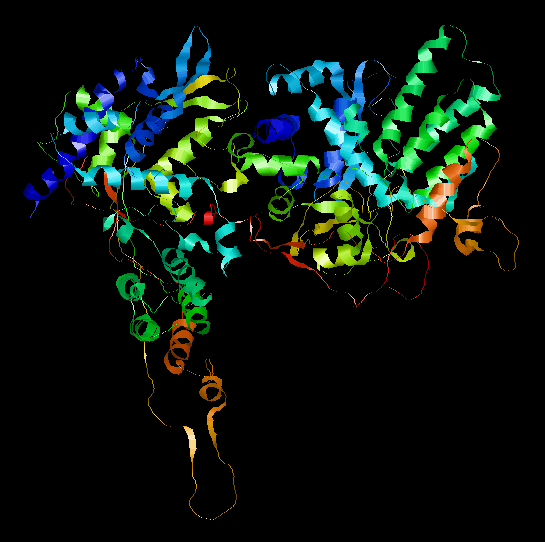